# Scott Clendenin
Scott Clendenin (né le 17 janvier 1968 et mort le 24 mars 2015 à 47 ans) est un bassiste de death metal.  Il a entre autres joué avec le groupe Death de 1996 jusqu'en 1999 (année du « split-up »).